# Rione Carità
Il Rione Carità è una zona di Napoli che sorge in pieno centro cittadino, nel quartiere San Giuseppe.
È delimitata a nord da via Armando Diaz e piazza Matteotti, a ovest da via Toledo, a sud da piazza Municipio e via San Giacomo e infine a est da via Medina.

## Storia

### Il territorio di Santa Marta
Questa zona era chiamata territorio di Santa Marta, all'epoca fuori la cortina delle mura che chiudeva la città ad ovest nella regione di Donnalbina e a ridosso dell'ampia zona delle Corregge (dette anche Corree), cioè i finimenti dei cavalli che ivi gareggiavano.
Era uno dei possedimenti terrieri dei domenicani del monastero di San Pietro Martire e prendeva nome da una confraternita, quella della Disciplina di Santa Marta, che qui aveva sede, insieme ad un ospedale, dal 1373.
I primi nuclei edificatori nascono nel XIV secolo: sono prevalentemente edifici di corte satelliti del Castel Nuovo e strutture ospedaliere.
Ferrante d'Aragona pose qui una cavallerizza, la cui memoria fu mantenuta nel nome di un vicolo della zona dei Guantai, vico Cavallerizza vecchia, esistito fino agli anni cinquanta del XX secolo.

### Il boom edilizio
Il boom edilizio lo si riscontra nel XVI secolo, dopo che nel 1499 sotto il regno di Federico d'Aragona si amplia la cortina difensiva ad ovest, con le mura che scendono per l'attuale via Toledo fino a San Giacomo dove si raccordano a Castel Nuovo. La costruzione si presenta subito caotica e senza ordine in special modo nella zona immediatamente a ridosso delle Corregge.
La zona più ad ovest rimane non edificata dal momento che è di proprietà della certosa di San Martino. Dopo la metà del cinquecento, in seguito all'abbattimento delle mura aragonesi, alla creazione di via Toledo lungo il vecchio fossato e all'avvio della costruzione dei quartieri spagnoli, si comincia a costruire anche nella zona ad ovest, ma solo su azione nobiliare: è il caso del palazzo che il magistrato Egidio Tapia si fece costruire su un suolo di proprietà dei monaci della certosa, anche se la volontà del magistrato sollevò un gran polverone giudiziario dal momento che inizialmente il suolo non risultò inizialmente essere proprietà dei frati (sarà il conseguente processo ad appurarlo).

### L'Ottocento: mercati e progetti
Nell'Ottocento vengono costruiti due dei molti mercati di commestibili istituiti per la città: il primo, ricavato nell'area conventuale di Monteoliveto (nel giardino del convento, dove i francesi impiantarono il primo orto botanico della città) nel 1811 su progetto di Stefano Gasse, sorgeva presso il largo della Carità. Crollò in malo modo nel 1906 sotto il peso della cenere che il Vesuvio sparse sui tetti della città durante l'eruzione che avvenne in quell'anno e sarà sostituito dal palazzo dell'INA. Il secondo, costruito nel 1844 su progetto di Leonardo Laghezza sorgeva presso il ponte di Tappia, in vico Bei Fiori e Belle Donne, dietro il palazzo Tocco di Montemiletto, ed era assai animato per la vendita di pollame e conigli; verrà cancellato dai lavori degli anni cinquanta.
Con l'Unità d'Italia cominciano a farsi sentire i molti progetti di riqualificazione urbanistica di tutto il centro antico e anche il malsano rione San Giuseppe viene incluso: si elaborano molti progetti, a partire da quelli di Errico Alvino (che tra l'altro fu molto attivo per quanto riguarda una possibile risistemazione della vicina piazza Municipio).
Anche nei primi anni del Novecento si susseguono proposte di intervento e veri e propri progetti di risanamento, ma non si riescono ad avviare i lavori per una serie di cambiamenti che interessano sia le giunte comunali (e le imprese edili) sia i progetti urbanistici e le stesse modalità di ricostruzione, dal momento che lo sventramento dei quartieri bassi è stato sin da allora discusso sia sotto il profilo tecnico sia sotto il profilo politico (la grande e sconcertante inchiesta del commissario Giuseppe Saredo ne è testimone).

### Durante il fascismo

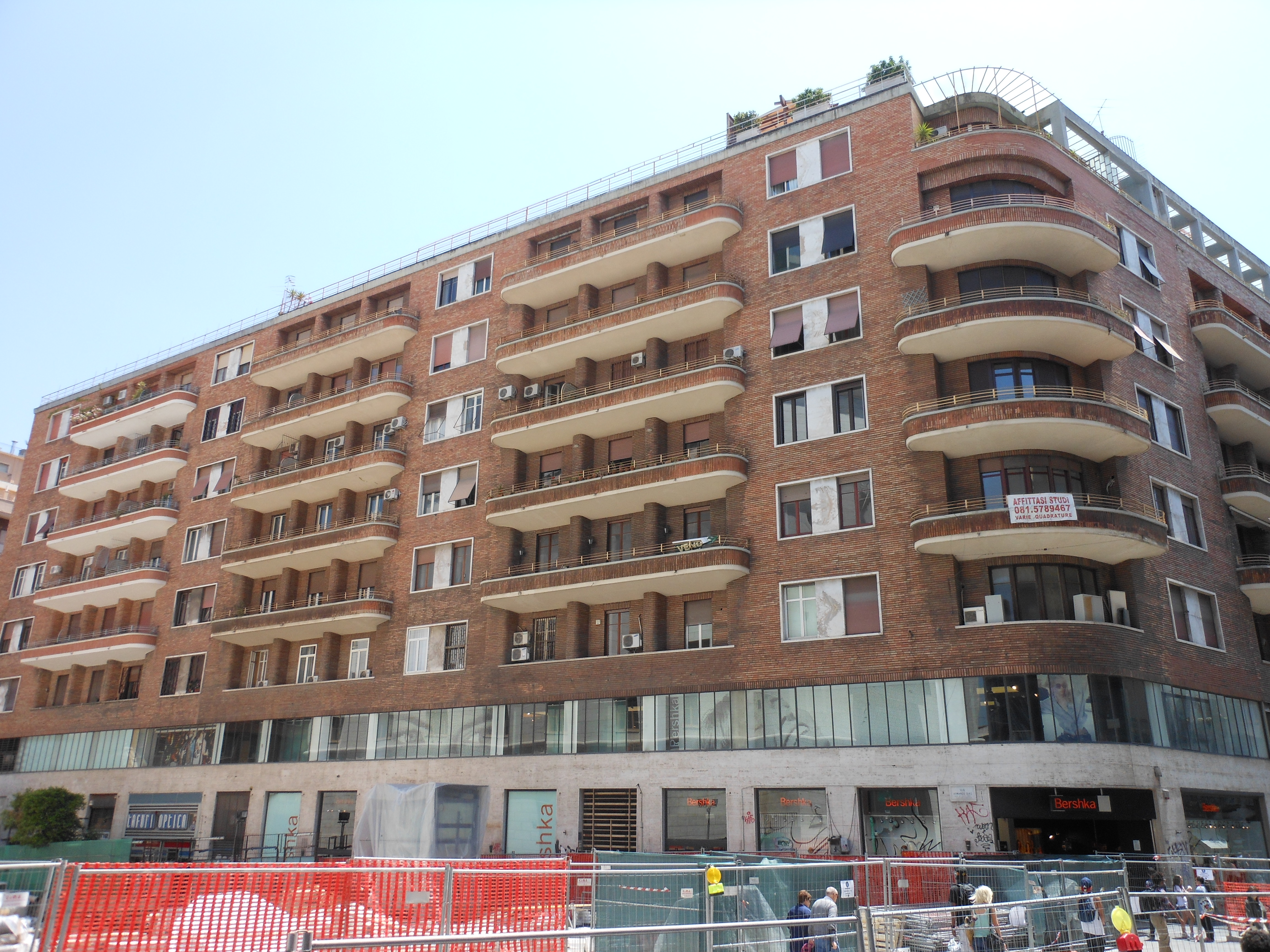
Palazzo Fernandez

Nei primi anni trenta, i lavori di demolizione incominciano con un ritmo e una velocità incredibili: nel 1932 viene demolito il complesso di San Tommaso d'Aquino con annesso chiostro (che però era già da tempo adibito ad usi civili) ed ex-monastero che caratterizzavano la toponomastica di buona parte della zona settentrionale del rione. Nel 1934 si procede alla demolizione della chiesa di San Giuseppe Maggiore.
Con l'avvento del fascismo al potere, Mussolini ottiene le dimissioni di Michele Castelli Guaccero, imponendo Antonio Baratono come nuovo alto commissario della città. Per disposizione del re, i residenti del Rione Carità furono espropriati dei loro beni immobili, cui seguì l'alienazione delle aree fabbricabili.

Baratono dichiarò che "dovette, suo malgrado, assistere alla realizzazione di immobili giganteschi frutto di scelte operative studiate a tavolino durante la precedente gestione e cioè la fortificazione in zona dei palazzi del Potere fascista".
Nel 1935 si apre via Armando Diaz (denominata come prolungamento di via Guglielmo Sanfelice in quanto in un breve periodo dell'epoca fascista ad Armando Diaz era stata dedicata l'attuale via Monteoliveto) sostituendo l'antica direttrice formata da vico Carrozzieri a San Tommaso, piazza e scesa San Tommaso e vico San Giuseppe.
Viene così eseguita la prosecuzione di via Guglielmo Sanfelice che inizialmente doveva terminare molto scenograficamente dinanzi alla chiesa di Santa Maria delle Grazie a Toledo, ma il tracciato differì lievemente dal progetto e fu terminato di poco sulla sinistra della chiesa. Si aprì anche piazza Matteotti, inizialmente piazza della nuova posta poi piazza Duca d'Aosta (precisamente il duca Emanuele Filiberto) e, caduto il regime, nel luglio 1944 dedicata a Giacomo Matteotti.
Il nuovo asse stradale scorreva nell'area dei due edifici religiosi abbattuti e verrà completata dai palazzi dell'Intendenza di finanza nel 1937 e da quello dell'Istituto fascista della Previdenza Sociale, in seguito della Banca Nazionale del Lavoro, nel 1938.

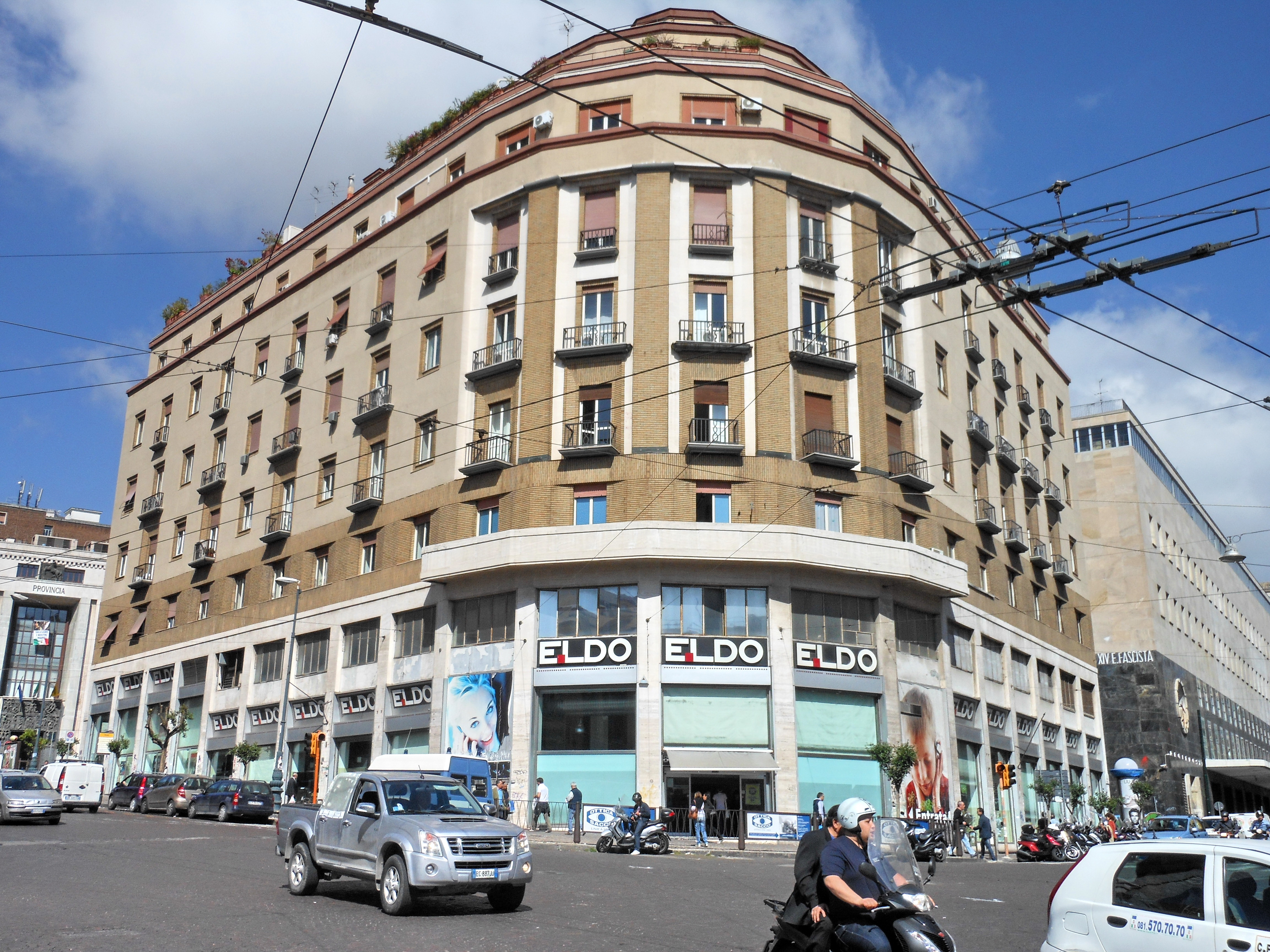
Palazzo Troise ripreso da via Medina

Nell'area detta dei Guantai Vecchi (a ridosso del monastero di Monteoliveto) sorsero il palazzo Troise e il palazzo delle Poste di Gino Franzi e Giuseppe Vaccaro, completato nel 1936.
Mussolini definì nel 1939 il palazzo Troise un paracarro per la sua forma strana (sul prospetto da via Medina si forma una dolce forma curvilinea) che non dava degna visione del palazzo delle poste, tantoché il podestà Giovanni Orgera s'industriò affinché si avviassero le pratiche per una demolizione dell'edificio. Il palazzo tuttavia non fu demolito per motivi economici. La funzione positiva del palazzo, determinante anche nelle motivazioni per non procedere a demolizione, è quella di mascherare il gran dislivello tra la superficie della piazza e la sottostante via Monteoliveto tantoché alla sinistra del palazzo è stata aperta una scalinata.
Più a nord, nella zona della Corsea, presso il largo della Carità, furono completati su progetto di Marcello Canino nel 1937 il palazzo dell'Ente Autonomo Volturno e nel 1938 il palazzo dell'INA, sebbene dovesse sorgere al suo posto quello della Provincia sempre su progetto di Canino e che invece fu costruito sulla nuova piazza Matteotti su progetto dello stesso architetto affiancato da Ferdinando Chiaromonte. Il palazzo della Provincia sarà completato nel 1936. Chiaromonte progetta per l'INA un secondo edificio in via Cesare Battisti (l'antica via della Corsea ovviamente modificata), attiguo alla sede principale di piazza Carità e realizzato tra il 1938 e il 1939.

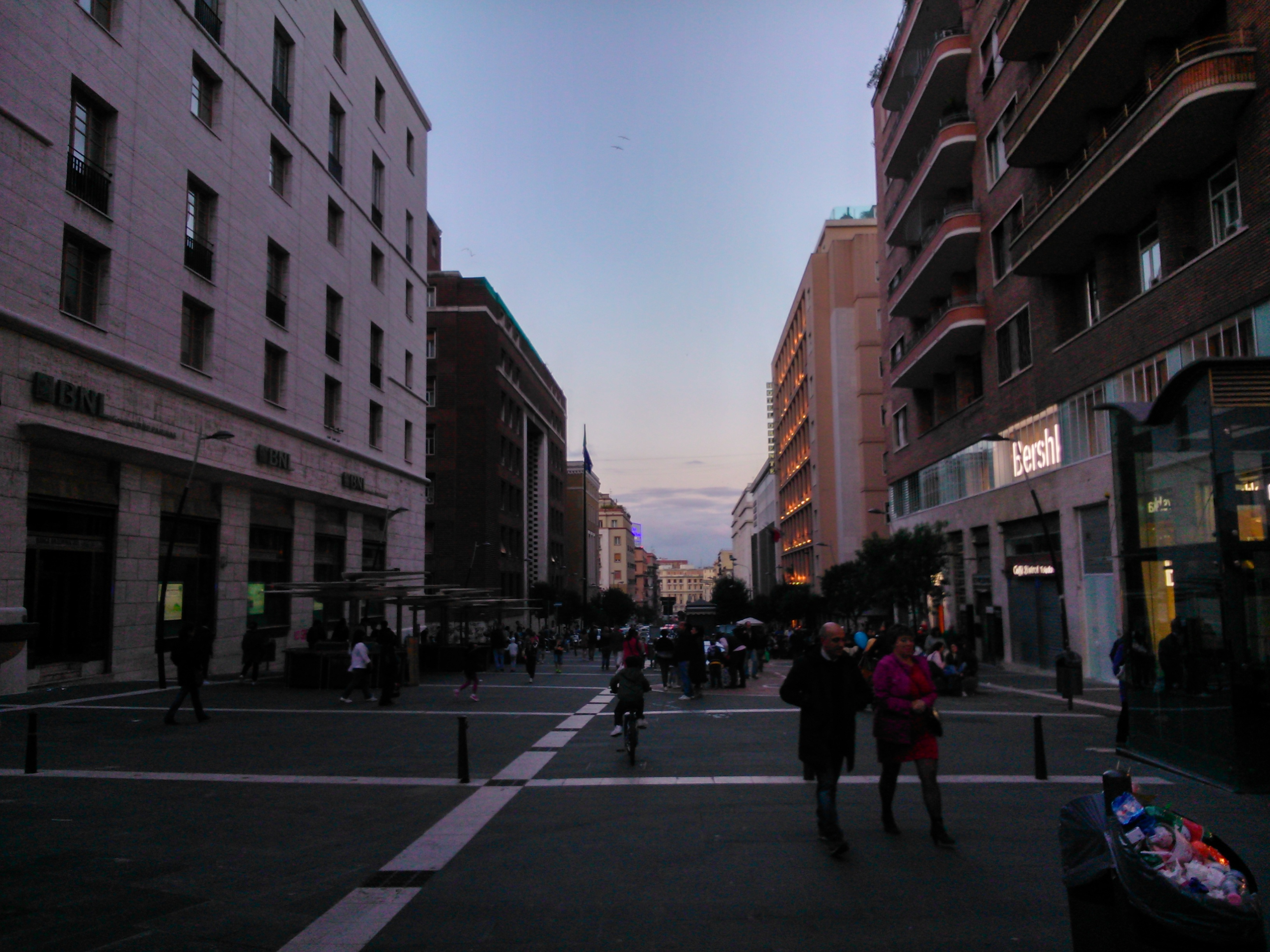
Via Armando Diaz ripresa da via Toledo

Nella zona di San Tommaso sorsero il palazzo dell'Intendenza di Finanza, completato nel 1937 sempre su progetto di Canino e il palazzo dell'Istituto Nazionale Fascista della Previdenza Sociale (in seguito sede della BNL), opera di Armando Brasini completata nel 1938. Si aggiungono due palazzi su via Toledo destinati ad uffici e abitazioni.
I palazzi sul lato destro di via Diaz vengono completati per ultimi (probabilmente una divisione diacronica dei lotti da costruire): il palazzo Fernandez, meglio conosciuto come palazzo della Standa, il palazzo dell'Hotel Oriente (entrambi di Chiaromonte), la Casa del Mutilato di Camillo Guerra e la Questura sono completati entro il 1940.
Più a sud rispetto all'area interessata dai lavori di stampo fascista, nella zona dei Guantai Nuovi, si stabilisce e si esegue (dopo molte difficoltà dovute alle riluttanze dei proprietari) la demolizione del palazzo Sirignano, in origine proprietà della famiglia Moles, ampliato e perfezionato dai nuovi possessori durante il XIX secolo.
Il progetto di completamento delle opere di risanamento viene varato nel 1937 e stabilisce che sul luogo del palazzo Sirignano sorga un imponente palazzo lungo 90 metri, progettato dal direttore della Società pel Risanamento, l'ingegnere Guido Milone, che accogliesse la Banca d'Italia. Completata la demolizione dell'antico fabbricato entro il 1939, la guerra impedisce l'inizio della costruzione del nuovo, sebbene fosse stata posta la prima pietra dell'edificio alla presenza di Vittorio Emanuele III in persona, di suo figlio Umberto, del cardinale Alessio Ascalesi e del podestà Giovanni Orgera.

### Il dopoguerra

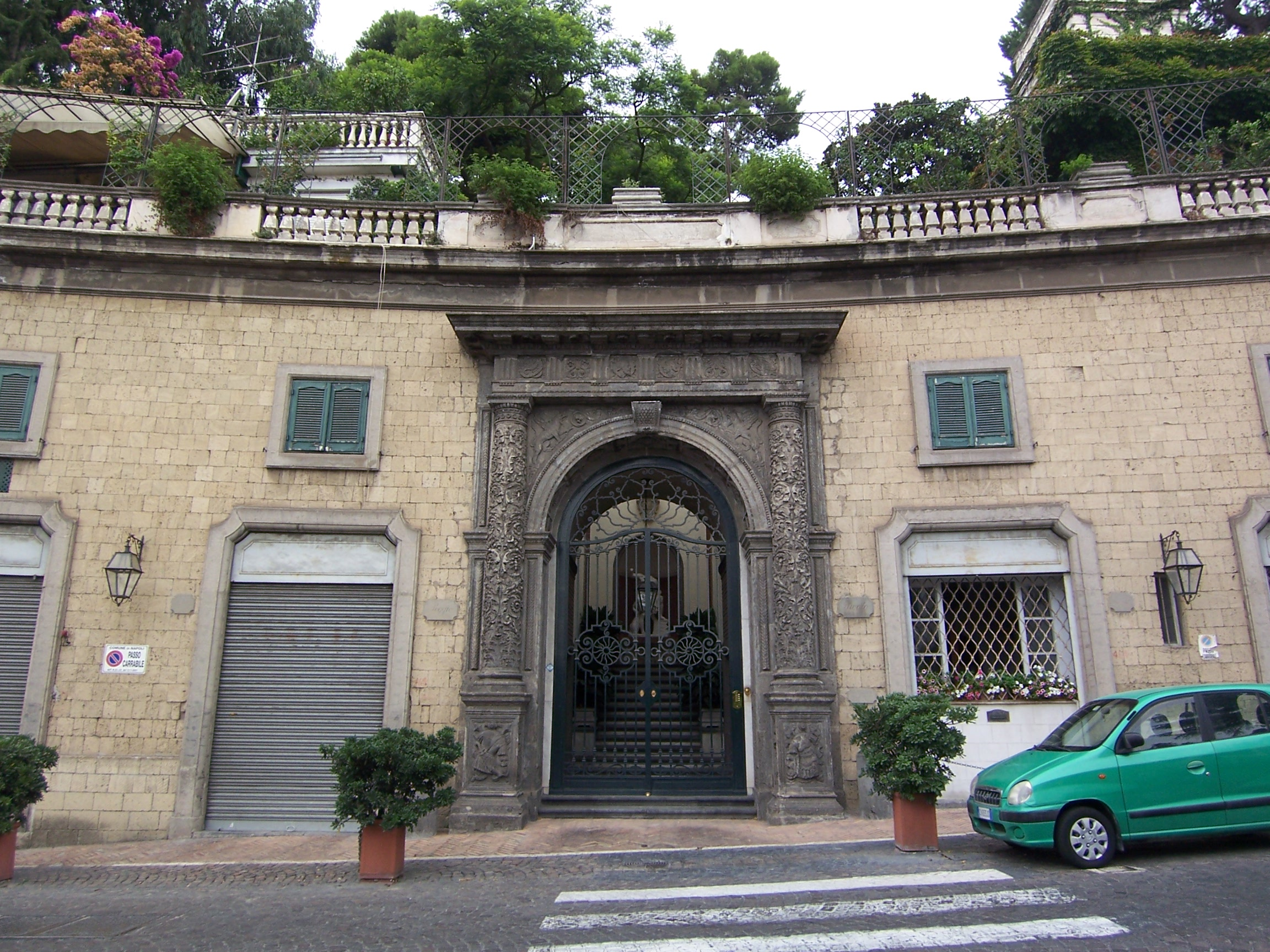
Il portale del palazzo Sirignano, oggi in via Aniello Falcone

Nell'età del boom edilizio, ben disegnata dal film di Francesco Rosi Le mani sulla città, si designò la zona dei Guantai Nuovi, sfuggita a ricostruzione fascista a causa della guerra, come il nuovo centro direzionale della città.
Ancora una volta si seguì la strada della ricostruzione ab ovo, con lo stravolgimento dell'antica planimetria e dell'antico tracciato urbanistico e architettonico con l'aggravante che non si rispettarono le norme che regolavano le altezze dei nuovi edifici.
Nacquero moderni edifici che mal si conciliavano con il paesaggio urbano circostante (cosa che i palazzi fascisti riuscirono in parte a mantenere) e dalle altezze spropositate.
Furono cancellati la chiesa di San Giovanni dei Fiorentini, il Teatro dei Fiorentini, il mercato di commestibili di vico Bei Fiori e Belle Donne, il secondo palazzo di Egidio Tapia e il famoso ponte che lo univa all'originario (divenuto col tempo proprietà dei Tocco di Montemiletto) e altri palazzi di valore degni di maggior rispetto nonostante sia appurato che una grande modifica della zona era necessaria e già pianificata sin dall'Ottocento, ma procrastinata e spezzettata dagli eventi storici.
Da citare infine la demolizione dell'hotel Isotta & Geneve, pesantemente danneggiato dai bombardamenti della guerra, che sorgeva alla fine di via Medina davanti alla questura. La sua demolizione ha permesso a via Medina di terminare direttamente al quadrivio di Monteoliveto.

### La rinascita estetica

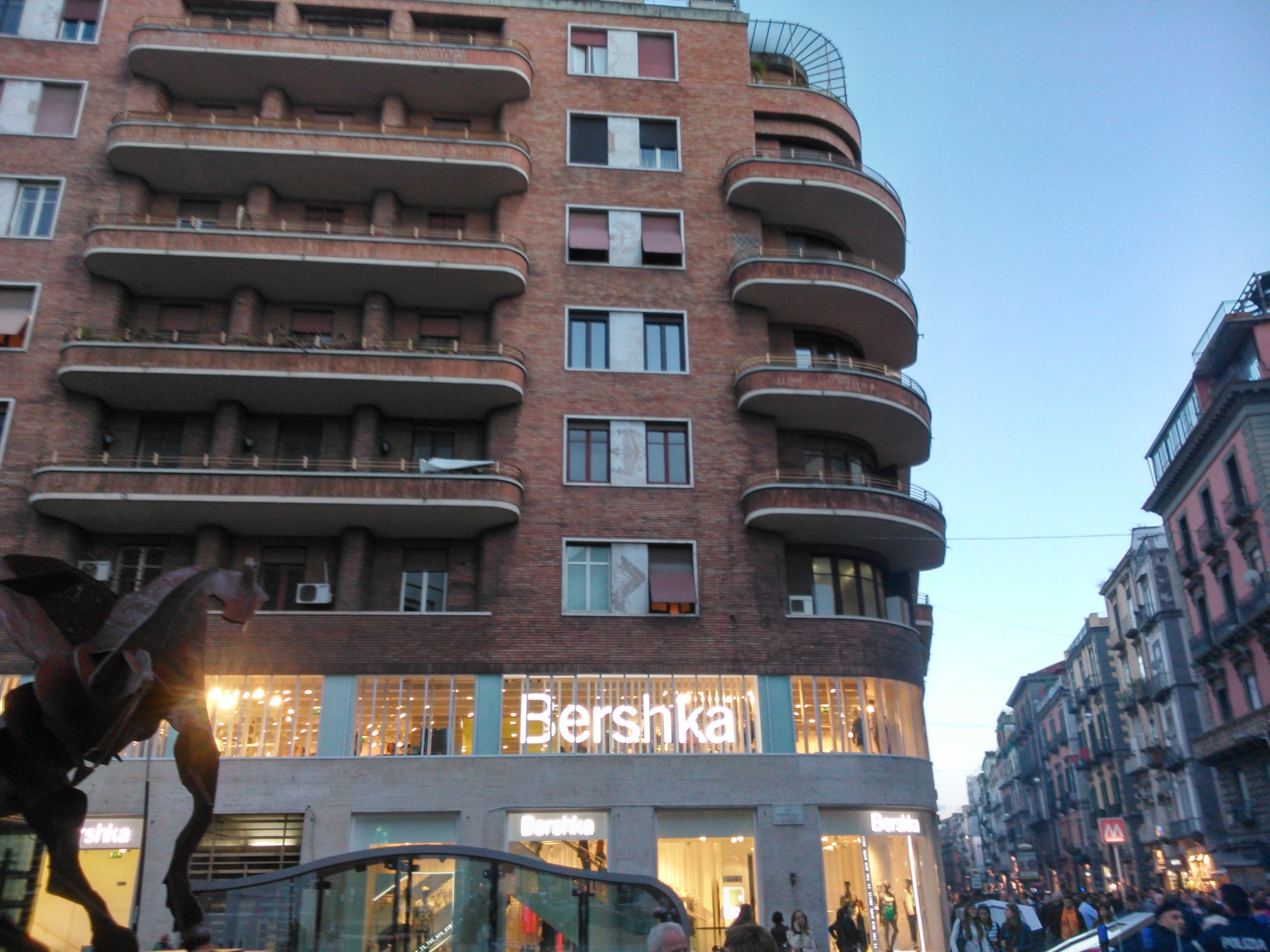
Palazzo Fernandez dopo l'apertura della stazione Toledo e dopo i lavori di ristrutturazione di Bershka.

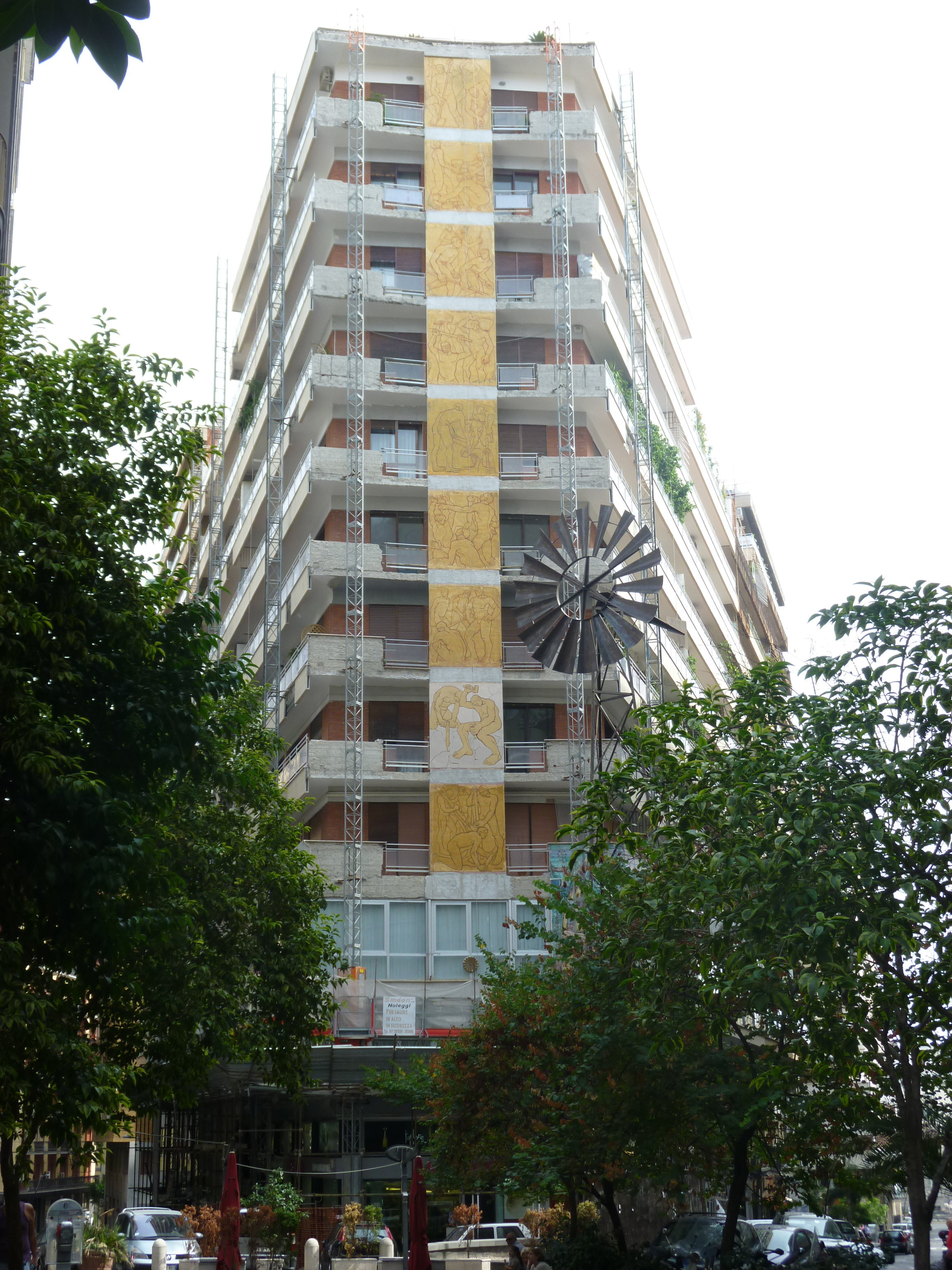
Palazzo all'incrocio tra via Ponte di Tappia e via San Tommaso, con in evidenza il mulino di Kounellis

Durante il periodo della giunta comunale presieduta da Antonio Bassolino in città riceve grande spazio e crescente attenzione l'arte contemporanea: frutto della nuova corrente artistica è il grande mulino a vento di Jannis Kounellis, realizzato nel 1998 e posto nell'incrocio tra via Ponte di Tappia e via San Tommaso d'Aquino.
Le attenzioni al rione Carità tuttavia non si esauriscono: la giunta Iervolino promuove importanti lavori di riqualificazione urbana, eseguiti tra il 2007 e il 2009, che comportano un netto miglioramento delle condizioni del rione: se in precedenza la city (cioè la sede del settore terziario della città) era immersa nel caos dovuto alla circolazione stradale e al parcheggio dei molti impiegati, ora presenta pavimentazione e illuminazione migliorate, un arredo urbano di tutto rispetto e il suo asse principale, via Guantai Nuovi e via Cervantes, reso totalmente pedonale. L'ultimo tassello viene posto nel 2012, quando anche via Armando Diaz viene riqualificata grazie all'apertura della stazione Toledo della linea 1.

## Descrizione

### Architettura

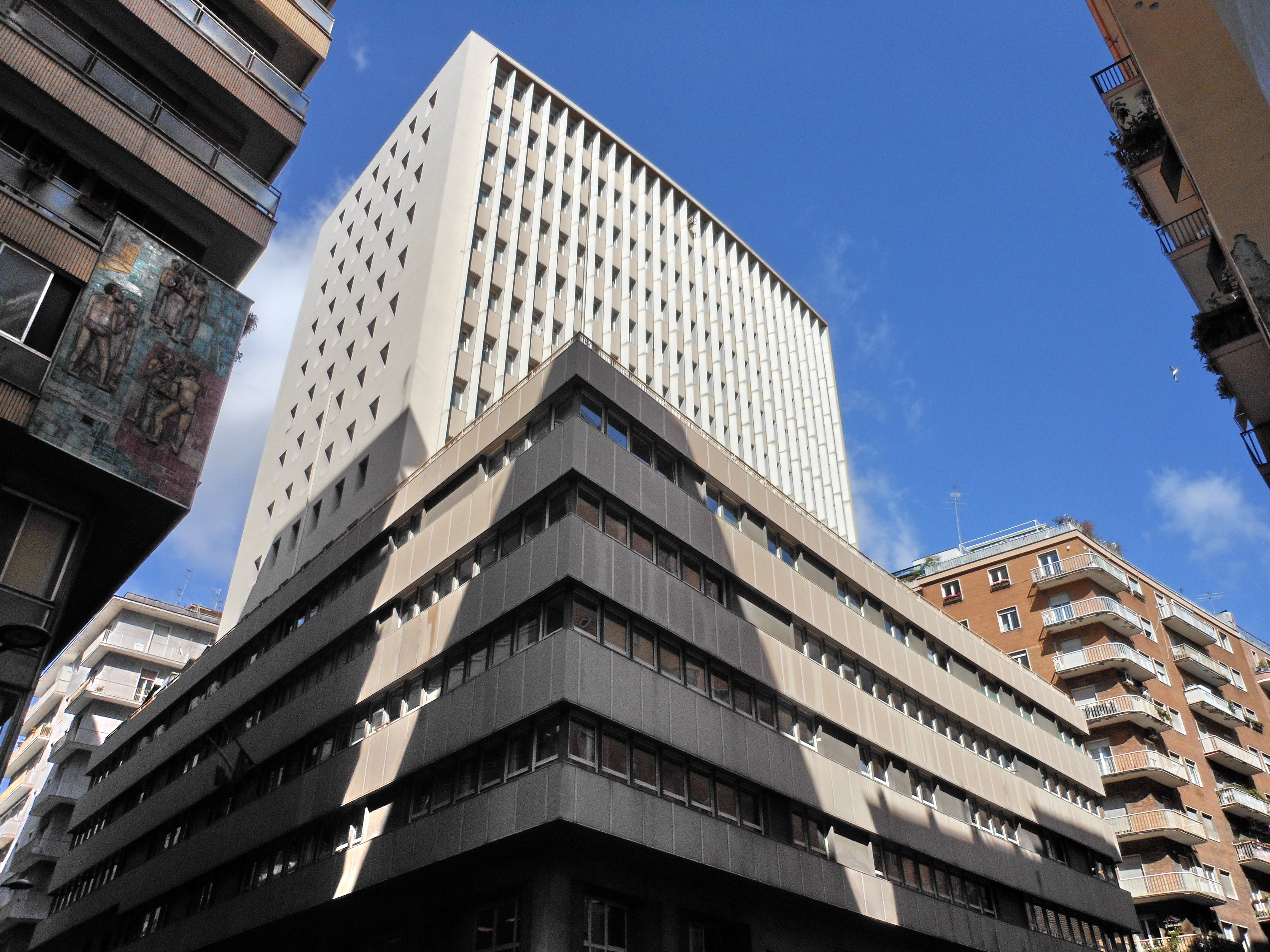
Il palazzo SME-ENEL, primo grattacielo cittadino

Il rione può essere diviso in due zone architettoniche: la prima, quella settentrionale, realizzata durante gli anni trenta e caratterizzata dai palazzi di architettura monumentalista situati attorno al fulcro costituito da piazza Matteotti.
La seconda parte, tracciabile a sud della linea via Diaz-via dei Fiorentini, presenta i chiari aspetti dell'architettura del dopoguerra, essendo stata ricostruita nell'arco degli anni cinquanta. Unica eccezione è il blocco costituito dai gemelli palazzi della Banca d'Italia e dell'INA, che pur essendo coevi agli altri edifici per realizzazione, mostrano un aspetto che è più legato alla zona di ricostruzione fascista.
Tra i palazzi di questo periodo sono da segnalare:
- l'Ambassador's Palace Hotel, il discusso grattacielo simbolo della Napoli moderna che dal 1957 (fu cominciato nel 1954) entra di prepotenza nella visione panoramica e non solo della città;
- il grattacielo della SME-ENEL in via Roberto Bracco, realizzato dall'architetto Renato Avolio De Martino tra il 1950 e il 1953 e che può essere considerato il primo grattacielo della città;
- il palazzo dell'Hotel Oriente, nato dall'intervento fascista di Ferdinando Chiaromonte, ma ricostruito nel dopoguerra, mostra un aspetto sobrio rispetto alla magnificenza e alla singolarità degli altri palazzi che affacciano su via Diaz;
- il palazzo del Renaissance Hotel Mediterraneo al ponte di Tappia (altra opera di Chiaromonte);
- il palazzo Motta su via Toledo all'angolo con via San Giacomo, progettato dall'ingegnere Vincenzo Gentile per la Società Ferlaino-Giugliano e detto così per la presenza storica ai locali del pianterreno di un famoso bar Motta non più esistente;
- l'edificio ICE-SNEI in via Cervantes (V° Lotto del Rione Carità), opera del 1955 dell'architetto Ennio Passerelli, che vi implementò un androne aperto a guisa di galleria commerciale.

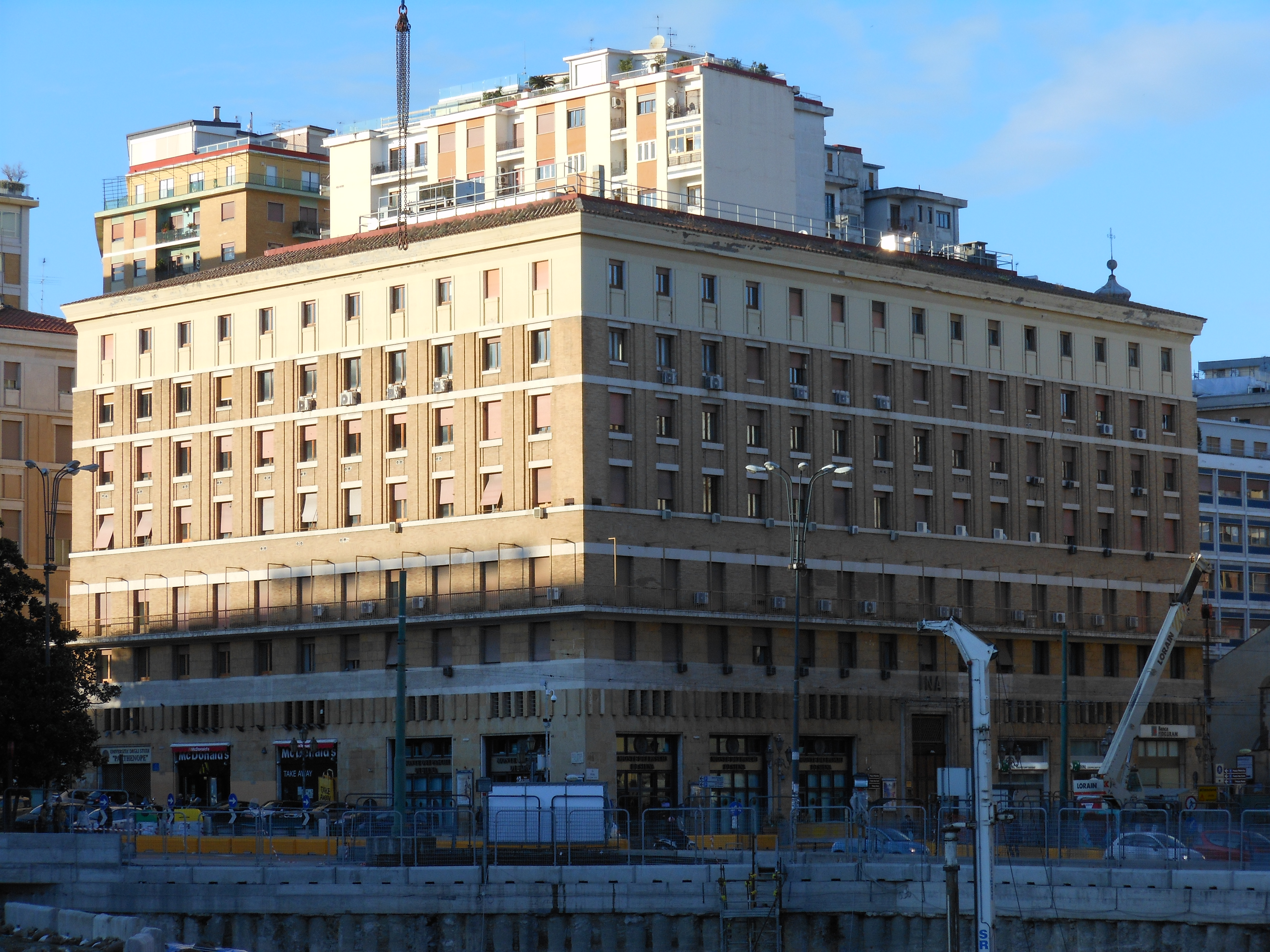
Il palazzo INA "gemello" di quello della Banca d'Italia

Le opere architettoniche superstiti alla ricostruzione degli anni cinquanta sono la chiesa di Santa Maria Incoronata, unico edificio storico che trasse beneficio dagli interventi del dopoguerra perché fu finalmente liberata dal palazzo che da secoli si ergeva su di essa, la chiesa di San Giorgio dei Genovesi, la chiesa dei Santi Pietro e Paolo dei Greci e i palazzi Giordano e Caramanico.

### Urbanistica
Urbanisticamente, la Corsea e i Guantai Nuovi erano un vero e proprio prolungamento degli adiacenti Quartieri Spagnoli, con la differenza che questi presentavano e presentano tuttora una disposizione degli edifici a scacchiera, con le strade che si intersecano in maniera ortogonale. L'asse principale era via Guantai Nuovi, che grosso modo esiste ancora oggi nel tracciato diviso in due toponimi: via Guantai Nuovi appunto e via Cervantes.
Oggi l'antica conformazione stradale è stata cancellata, anche l'asse principale è stato ovviamente modificato sebbene mantenga l'antico tracciato e parte del toponimo.

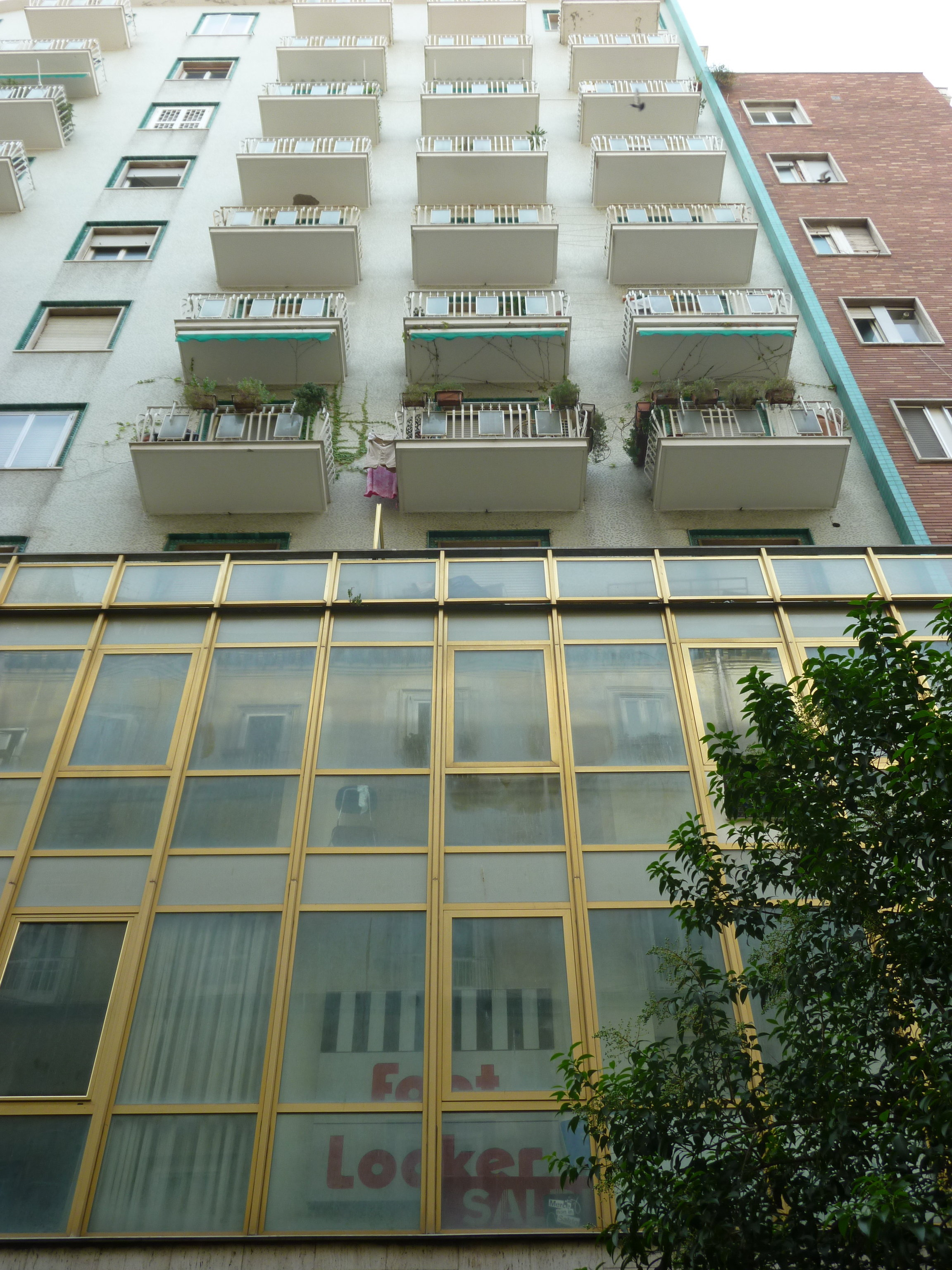
Prospetto del palazzo Motta da via Ponte di Tappia

L'unica testimonianza ancora presente è nel vico Medina, anticamente definito vico Sghizzitiello, che mantiene l'antico aspetto da più di cento anni: il motivo per cui è arrivato fino a noi è da ritrovare nel fatto che divide i settecenteschi palazzi Giordano e Caramanico, che non sono stati toccati dalle modifiche urbanistiche. La sua strettezza ci può dare un'idea delle effettive dimensioni degli altri vicoli che insistevano nella zona che per questo ne risentiva molto, tant'è vero che le definizioni di Corsea erano legate a qualcosa di stretto, angusto e assai poco igienico.
Pochi sono anche gli antichi toponimi superstiti: via San Tommaso d'Aquino, via dell'Incoronata, via ponte di Tappia, via Guantai Nuovi, via dei Fiorentini. Tuttavia bisogna analizzare ogni toponimo dal momento che sono stati sì conservati, ma non rispettano fedelmente il loro passato.
L'odierna via San Tommaso è l'unione (con tracciato lievemente modificato) del vico Madonna dei Tironi fino a via Guantai Nuovi, del vico dei Greci e del vico Carrozzieri a Toledo fino appunto a via Toledo. La toponomastica relativa al doctor angelicus era comunque attestata in massa a nord del rione, attorno all'omonima chiesa.
Il tratto un tempo chiamato vico dei Greci fu nel 1923 intitolato al generale Enrico Tellini, assassinato in quell'anno mentre era in missione internazionale in Grecia per tracciare i confini con l'Albania. Per ritorsione, furono cancellati i due toponimi napoletani che si riferissero ai greci (il vico dei Greci alla Marinella, presso il Borgo Loreto e oggi scomparso, fu infatti intitolato a Luigi Corti, altro militare caduto nell'agguato teso a Giannina). Nel 2009, per riparare il gesto, le targhe stradali del tratto di via San Tommaso d'Aquino un tempo intitolato ai Greci furono modificate con l'aggiunta di una dicitura che ricorda l'antico toponimo.
Il nuovo tracciato di via dell'Incoronata è stato leggermente spostato più a nord, più vicino alla chiesa omonima riprendendo parte del vico Giuseppe De Cesare (già vico Scaricatoio ai Guantai, dove l'insigne giurista e patriota, il cui cognome storpiato dalla toponomastica era in realtà Di Cesare, aveva la propria casa) che però non aveva uscita su via Medina; la strada comunque terminava e termina tuttora con via Cervantes, che era il secondo tratto di via Guantai Nuovi.
L'odierna via ponte di Tappia è la prosecuzione di via dell'Incoronata, ma anticamente quest'ultima proseguiva oltre via Guantai Nuovi verso via Toledo col nome di vico del baglivo Uries, la strada in cui nacque Enrico De Nicola e detta così perché il magistrato Federico Uries, baglivo dell'Ordine Gerosolimitano e reggente di Carlo V, morto nel 1551 e sepolto nella vicina basilica di San Giacomo degli Spagnoli, vi costruì nel 1533 il proprio palazzo.
Oggi la strada in questione, il cui toponimo era uno dei più antichi di Napoli (lo si attesta infatti sin dal 1567), non esiste più perché cancellata dal nuovo reticolato nonché dalla nuova cortina di palazzi. L'antica via Ponte di Tappia dunque terminava in via Guantai Nuovi e proseguiva con vico Giuseppe De Cesare, mentre oggi continua con via dell'Incoronata.
Infine la via dei Fiorentini mantiene l'antico tracciato fino all'attuale via Ferdinando del Carretto (che non ricalca un tracciato storico), ma un tempo giungeva fino a via Toledo. Il toponimo si riferisce alla comunità dei Fiorentini che s'insediò nella chiesa oggi non più esistente, ma non al teatro che sorgeva più a sud, con tanto di via dedicata (vico Teatro dei Fiorentini) che costituiva una traversa della strada più importante.